# Adelbert Woelfl
Adelbert Woelfl (ur. 9 maja 1823 w Ząbkowicach Śląskich, zm. 7 listopada 1896 we Wrocławiu) – niemiecki malarz i kolekcjoner, najwybitniejszy malarz dziewiętnastowiecznego Wrocławia.

## Edukacja
Urodził się jako syn mistrza farbiarskiego w Ząbkowicach Śląskich. W 1838 roku przeprowadził się do Wrocławia. Rozpoczął naukę w gimnazjum św. Macieja. W 1843 roku przeniósł się do gimnazjum Fryderyka, gdzie w 1845 roku zdał maturę. Następnie studiował filozofię i filologię na Uniwersytecie Wrocławskim. W 1850 roku został uczniem i sekretarzem niemieckiego portrecisty Ernsta Rescha. Kunszt malarski kształtował podczas podróży po Niemczech, Austrii i Włoszech (1857). Pierwsze jego prace przedstawiały romantyczno-heroizowane ujęcia krajobrazu, jednakże po sukcesie jego obrazu pt. Dawny szpital św. Barbary na jednej z wrocławskich wystaw w 1857 roku kolejne jego prace dotyczyły już architektury starego Wrocławia. Mieszkał bardzo skromnie przy ulicy Matejki (ówczesnej Mohnhauptstrasse), w okolicach Ostrowa Tumskiego i Ołbina. Został pochowany na cmentarzu św. Wawrzyńca. Z braku środków finansowych na grobie nie było nawet tablicy. W 1927 roku jego grób został zlikwidowany.

## Twórczość[5]

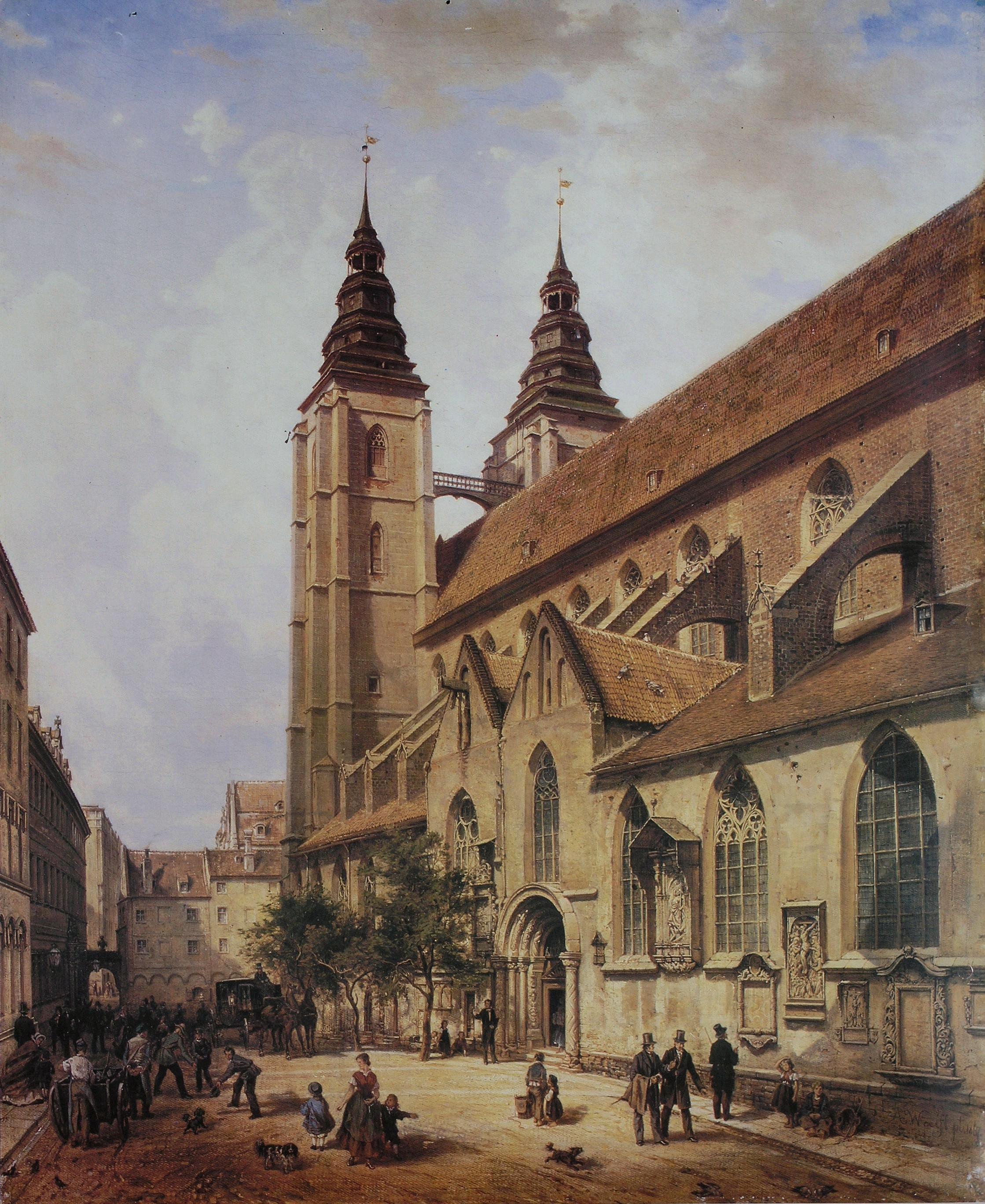
Kościół św. Marii Magdaleny we Wrocławiu 1867

Malował głównie architekturę Wrocławia, wiernie utrwalał ją w swoich pracach, ozdabiając jednocześnie licznymi scenkami rodzajowymi. Jak sam twierdził, malował kroniki miasta. W swoich obrazach stosował subtelne efekty luministyczne i stonowany koloryt z przewagą ugrów, rdzawych brązów ożywionych niewielkimi akcentami zgaszonego błękitu.
Liczne rysunki, akwarele i obrazy olejne wystawiał na wrocławskich wystawach Śląskiego Stowarzyszenia Artystów (Schlesischer Kunstverein), a w 1870 w Berlinie. Utrzymywał się z udzielania nauk rysunku i z wykonywanych prac ilustratorskich. Otrzymał zlecenie wykonania siedmiu obrazów przedstawiających śląskie dwory; był ilustratorem pracy Hermanna Luchsa Portrety książąt śląskich; wykonał cykl miniatur akwarelowych z widokami rodzinnego miasta Ząbkowic Śląskich. Po 1945 roku większość jego prac zaginęła.
Po jego śmierci trzykrotnie organizowano wystawy jego prac: w 1897 roku w Śląskim Muzeum Sztuk Pięknych wraz z dziesięcioma akwafortami Siegfrieda Laboschina wykonanych według obrazów Woelfla, w 1941 roku w Ziębicach i w 1993 w Muzeum Narodowym we Wrocławiu. Jego prace są ważnym źródłem ikonograficznym przekazującym informacje o architekturze dawnego Wrocławia.

## Kolekcja
Adelbert Woelfl był znanym kolekcjonerem grafik nowożytnych twórców. W jego zbiorach znajdowały się rysunki i akwarele Carla Philippa Fohra, kompozycje Raphaela Schalla, Johanna Heinricha Königa i Amanda G. Zausiga. Wartość zbiorów po śmierci artysty oszacowano na 15 tysięcy marek. Kolekcja została zlicytowana, a prace trafiły do innych wrocławskich zbieraczy: Toni Neisser, Eduarda Feigego i Wilhelma Perlhöftera.